# Jan Bergmans
Jan Bergmans (Genk, 19 april 1972) is een Belgische scenarist, freelance-schrijver en striptekenaar.

## Carrière
Jan Bergmans studeerde af aan de filmschool Rits in Brussel, waar hij les kreeg van Belgische cineasten als Erik Van Looy en wijlen Peter Simons. Tijdens zijn studies nam hij als opnameleider deel aan een workshop filmregie voor het filmfestival van de Fantastische Film, onder leiding van Dick Maas en Esmé Lammers. Daar ontdekte Bergmans, naar eigen zeggen, het belang van de eenvoud in verhaal en plot van een filmische vertelling.   
Hij schreef scenario's voor de volgende reeksen:
- Windkracht 10 (1998)
- F.C. De Kampioenen (1998-2000)
- Flikken (1999)
- Hof Van Assisen (1999)
- Thuis (dialoogschrijver)  (2002-2003)

Hij schreef ook intensief mee aan het scenario van Pirats (2008), een internationale 3D/4D attractiefilm voor pretparken. 
Daarnaast was Bergmans coscenarist voor twee stripverhalen van Windkracht 10 en leverde hij enkele scenario's voor strips van het Nederlandstalige Donald Duck. Hij ontpopte zich ook tot een productief schrijver van pulpromans in de genres western, doktersroman en streekroman. 
Sinds 1 maart 2008 verschijnt elke week een kookstrip van zijn hand in de zaterdagse editie van dagblad Het Belang van Limburg. De strip heeft als titel Lui maar Lekker. Samen met chef-kok Dirk Appeltans giet Bergmans als tekenaar de recepten in stripvorm. 